# Dvorec Lisičje
Dvorec Lisičje (nemško Gayerau) stoji v naselju Lanišče v občini Škofljica.

## Zgodovina
Dvorec Lisičje je bil zgrajen v prvi polovici 16. stol. Ime Geyerau pomeni "jastrebja jasa". Dvorec je nekoč imel največji cvetlični, botanični in pomološki vrt na Kranjskem. Naselje Lanišče se prvič omenja leta 1228.
- Valvasorjeva upodobitev dvorca, 1679
- Dvorec Lisičje na franciscejskem katastru za Kranjsko, 1823-1869